# Habenaria stenopetala
Habenaria stenopetala är en orkidéart som beskrevs av John Lindley. Habenaria stenopetala ingår i släktet Habenaria och familjen orkidéer. Inga underarter finns listade i Catalogue of Life.